# Ehemaliges Polizeigebäude (Augsburg)

Das ehemalige Polizeigebäude, Hauptansicht aus der Gasse Unter dem Bogen heraus

Das ehemalige Polizeigebäude, Ansicht vom Mittelportal des Rathauses aus

Das ehemalige Polizeigebäude ist ein städtisches Verwaltungsgebäude in der Augsburger Innenstadt. Es wurde zwischen 1900 und 1902 errichtet und ist als Baudenkmal in der Bayerischen Denkmalliste unter der Denkmalnummer D-7-61-000-639 eingetragen. Bei seiner Einweihung erhielt das Gebäude die Anschrift „Litera D 9 Untere Maximilianstraße“. Mit der Aufhebung der Litera-Bezeichnungen im Jahr 1938 wurde die Adresse in „Maximilianstraße 4“ geändert. Seit 2010 lautet die offizielle Adresse „Rathausplatz 1“.

## Beschreibung
Das Gebäude ist ein viergeschossiger Vierflügelbau mit einem rechteckigen Innenhof. Dieser ist etwa 50 Meter lang und rund 13 Meter breit. An den beiden Außenecken zum Rathausplatz hin befinden sich polygonale Eckerker. Seitlich zur Maximilianstraße und zur Philippine-Welser-Straße sind Flacherker auf profilierten Konsolen sowie von Säulen gerahmte Eingangsportale angebracht. Über dem Flacherker an der Maximilianstraße ist ein in Stein gehauenes Profil des Architekten und Ingenieurs Josef Schempp zu sehen.
Ursprünglich besaß das Gebäude ein steiles Dach sowie einen Giebel, der dem Mittelgiebel des Rathauses nachempfunden war. Die beiden Eckerker waren zudem mit Zwiebelkuppeln bekrönt. Sowohl das Dach als auch der Giebel und die Zwiebelkuppeln wurden im Zweiten Weltkrieg zerstört und anschließend nicht wiederhergestellt.
Die Fassadengestaltung erfolgte nach einem Entwurf des städtischen Oberbaurats Fritz Steinhäußer und seines engsten Mitarbeiters Josef Schempp. Sie verwendeten dabei Elemente aus einem Entwurf von Friedrich von Thiersch und gestalteten die Fassaden im Stil der Augsburger Renaissance. Ein zuvor eigens ausgeschriebener Wettbewerb hatte keine zufriedenstellenden Ergebnisse geliefert. Bei der Gestaltung wurde nicht nur die Außenfassade, sondern auch der Innenhof berücksichtigt. Dort finden sich flache Risalite, weitere Erker und Fenstergiebel, ein kleines Uhrentürmchen mit Zwiebelhaube und ein Brunnen.
Auffällig ist, dass die Seitenfassaden an der Maximilianstraße und der Philippine-Welser-Straße dekorativer gestaltet sind als die etwa 80 Meter lange Südfassade zum Rathausplatz. Dies lag an den ursprünglichen baulichen Gegebenheiten: Als der Neubau errichtet wurde, befand sich gegenüber noch das große Gebäude der Augsburger Börse und dazwischen verlief das schmale Kanzleigäßchen. Die Architekten beließen die Südfassade daher vergleichsweise schmucklos. Erst die starke Beschädigung des Börsengebäudes durch Bomben im Zweiten Weltkrieg und dessen späterer Abbruch gaben den Blick auf das Polizeigebäude frei.
Im Inneren befinden sich zwei schlicht gestaltete Treppenhäuser sowie ein repräsentatives und großzügig gestaltetes Haupttreppenhaus. Letzteres verfügt über Säulen aus Ruhpoldinger Marmor, Granitstufen, ein geschmiedetes Geländer und stuckierte Decken. Die Fenster in diesem Treppenhaus besitzen eine Rautenverglasung und zeigen Porträts römischer Kaiser. In den Fluren sind Wandbrunnen aus Marmor eingelassen.

## Geschichte
Das Polizeigebäude mit 116 Büroräumen und acht Ladengeschäften im Erdgeschoss wurde zwischen 1900 und 1902 errichtet. Zuvor befanden sich an dieser Stelle eine Ansammlung älterer Gebäude sowie der Afraturm, Augsburgs letzter Patrizierturm. Bereits 1879 gab es Pläne für einen Neubau, doch die Stadtpolitiker hatten zunächst Bedenken wegen des großen Eingriffs in die historische Bausubstanz. Zum Ende des Jahrhunderts hin wurde die Notwendigkeit eines Neubaus für die Stadtverwaltung jedoch so dringend, dass man sich doch dazu entschloss, den Abbruch der bestehenden Bebauung und den anschließenden Neubau anzugehen. Als Vorgabe für die Architekten galt, dass der Bau innen und außen einen einfachen, aber vornehmen Eindruck machen sollte. Veranschlagt wurde eine Bausumme von einer Million Goldmark. Trotz der aufwendigen Gestaltung gelang es den Architekten, diese Baukosten um etwa 60.000 Goldmark zu unterschreiten.
Neben der Polizeibehörde waren anfangs auch andere städtische Ämter in dem Gebäude untergebracht. Nach 30 Jahren zog die Polizeidirektion in die Prinzregentenstraße um, und das Gebäude dient seither vollständig der Stadtverwaltung.
In der Augsburger Bombennacht vom 25. auf den 26. Februar 1944 erlitt das Gebäude mehrere Treffer. Da beim Bau auf Feuersicherheit geachtet worden war, hielten sich die Schäden jedoch in Grenzen; lediglich das Dachgeschoss brannte vollständig aus. Nach dem Krieg wurde es in etwas vereinfachter Form wieder aufgebaut, die Ost- und Westfassade blieben dabei unverändert.